# مجلس القضاء الأعلى (اليمن)
مجلس القضاء الأعلى هو السلطة الإدارية العليا المختص بشئون السلطة القضائية في اليمن. ووفقا للقانون، للمجلس سلطة أساسية في إدارة وتشغيل نظام المحاكم، ويحصل على دعم مباشر من الموازنة لتحقيق هذه السلطة. ويتولى مجلس القضاء الأعلى تعيين القضاة، وتحويلهم من مواقع إلى أخرى، وتوظيفهم، وكذلك تخفيض مراتب وعزل القضاة. والمجلس مسئولا عن تأهيل القضاة، والإشراف على طاقم الإدارة، ودعم القضاء.
ولكن في الواقع، احتفظت وزارة العدل بالسلطة الإدارية على القضاء، بما في ذلك الوظائف التي منحها الدستور للقضاء. هذا بالإضافة إلى انتماء وكلاء النيابة إلى وزارة العدل، حتى أن هيئة التفتيش القضائي، والتي تحدد الضوابط التي يعمل المفتشين وفقا لها، تتبع وزارة العدل. وأخيراً يقوم مجلس الوزراء، خارج إطار مجلس القضاء الأعلى ووزارة العدل، بتحديد مرتبات طاقم القضاء.
يسيطر على مجلس القضاء الأعلى، والذي يعد في أعلى هرم النظام القضائي، سلسلة من المسئولين الكبار، إذ يدين كل مستوى بالفضل للمستوى الأعلى، لأنهم سبب تعيينهم في المواقع والمراكز التي يشغلونها. وإلى فترة بسيطة كان رئيس الجمهورية على رأس مجلس القضاء الأعلى. ويتكون مجلس القضاء الأعلى من وزير العدل، ونائبه، والنائب العام، ورئيس التفتيش القضائي، ورئيس المحكمة العليا، ونائب رئيس المحكمة العليا، وثلاثة من كبار القضاة.
وبالمقابل، يقوم وزير العدل بتعيين نائبه، ويلعب دور حاسم في تعيين كبار القضاة الثلاثة الأعضاء. وبينما يمثل تخلي الرئيس عن رئاسة المجلس خطوة أولية هامة، يهون البعض من أهمية ذلك في تأييد ودعم الاستقلال القضائي، لأن وزارة العدل تهيمن على المجلس والنظام القضائي.

## رئيس المجلس
يرأس المجلس حالياً القاضي الدكتور/ علي ناصر سالم بابريك.

## أعضاء المجلس
يشكل مجلس القضاء الأعلى على النحو التالي:
1. رئيس المحكمة العليا (رئيساً للمجلس) يعين بقرار جمهوري.
2. وزير العدل.
3. النائب العام.
4. أمين عام المجلس.
5. رئيس هيئة التفتيش القضائي.
6. ثلاثة أعضاء يتم تعيينهم بقرار من رئيس الجمهورية على ألا تقل درجة كل منهم عن قاضي محكمة استئناف، وتحدد اللائحة كيفية إدارة أعمال المجلس ومواعيد انعقاده.

### تكوين المجلس سابقاً
كان مجلس القضاء الأعلى بعد قيام الوحدة اليمنية عام 1990 يشكل من الأعضاء كالآتي:
وفي 26 يناير 1991 صدر القانون رقم (1) لسنة 1991م بشأن السلطة القضائية، وتضمن القانون أحكاماً خاصة بتشكيل مجلس القضاء الأعلى واختصاصاته، بحيث يشكل مجلس القضاء الأعلى على النحو الآتي:
1. رئيس مجلس الرئاسة (رئيساً).
2. وزير العدل (عضواً).
3. رئيس المحكمة العليا (عضواً).
4. النائب العام (عضواً).
5. نائب رئيس المحكمة العليا (عضواً).
6. نائب آخر لرئيس المحكمة العليا (عضواً).
7. رئيس هيئة التفتيش القضائي (عضواً).
8. ثلاثة أعضاء يتم تعيينهم بقرار من مجلس الرئاسة على ألا تقل درجة كل منهم عن قاضي محكمة عليا.

## الصلاحيات
صلاحيات مجلس القضاء الأعلى :
1. وضع السياسة العامة لتطوير شئون القضاء بما يكفل تحسين أدائه ورفع مستواه وتنمية الكوادر القضائية، وإقرار الخطط والبرامج المنفذة لهذه السياسة.
2. دراسة مشروعات القوانين واللوائح المتعلقة بالقضاء وإبداء الرأي بشأنها.
3. دراسة وإقرار مشروع موازنة القضاء تمهيدا لإدراجها رقما واحدا في الموازنة العامة للدولة، ودراسة وإقرار الحساب الختامي للسلطة القضائية.
4. مناقشة التقارير المرفوعة من هيئات وأجهزة السلطة القضائية عن سير الأداء واتخاذ ما يلزم بشأنها.
5. العمل على إزالة وتذليل الصعوبات والمعوقات التي تودي إلى إعاقة أعضاء السلطة القضائية عن تحقيق مهامهم والقيام بواجباتهم وتقديم أوجه الدعم والتسهيلات اللازمة لتمكينهم من تحقيق تطبيق مبدأ سيادة القانون وحماية الحريات العامة وإقامة العدل بين الناس.
6. الموافقة على مشاريع الاتفاقيات والبروتوكولات التي تكون السلطة القضائية طرفا فيها.
7. الموافقة على تحديد عدد أعضاء المحكمة العليا عند تشكيلها أو عند اللزوم.
8. الموافقة على تحديد عدد شعب محاكم الاستئناف وتحديد عدد المحاكم الابتدائية ومراكزها ونطاق اختصاصها.
9. إنشاء المحاكم الابتدائية المتخصصة متى دعة الحاجة إلى ذلك وفقا للقوانين النافذة.
10. تلقي ودراسة المقترحات المرفوعة من رئيس المحكمة العليا بشأن تقييم النشاط القضائي للمحاكم واتخاذ ما يلزم بشأنها.
11. ترشيح رئيس المحكمة العليا ونائبيه وقضاة المحكمة العليا .
12. تشكيل دوائر المحكمة العليا .
13. الموافقة على تعيين رئيس وأعضاء المكتب الفني بالمحكمة العليا .
14. النظر في جميع الموضوعات المتعلقة بتعيين أعضاء السلطة القضائية ومساعديهم وترقيتهم وعلاواتهم وتثبيتهم وندبهم ونقلهم وإجازاتهم وتقاعدهم وإيقافهم ومحاسبتهم وعزلهم واستقالاتهم وفقا للأحكام والإجراءات المنصوص عليها في القانون.
15. النظر في التقارير المرفوعة المتعلقة بنتائج التفتيش الدوري على أعمال رؤساء قضاة محاكم الاستئناف والمحاكم الابتدائية ونتائج التفتيش الدوري على أعمال أعضاء النيابة العامة.
16. تحقيق الشكاوى التي تقدم ضد القضاة وأعضاء النيابة العامة.
17. فحص تقارير كفاءة المرشحين للترقية من القضاة وأعضاء النيابة العامة من درجة فوق المتوسط أو كفء واتخاذ ما يلزم بشأنها وفقا للإجراءات المبينة في القانون.
18. تلقي نسخة من كل تقارير التفتيش المتعلقة بالقضاة وأعضاء النيابة العامة.
19. الاطلاع عند اللزوم على الملفات السرية للقضاة وأعضاء النيابة العامة.
20. الموافقة على لائحة التفتيش القضائي.
21. النظر في الكشوفات التي يقدمها القضاة وأعضاء النيابة العامة بما يملكون من مال وعقار.
22. الموافقة على إقامة الدعوى التأديبية ضد القاضي أو عضو النيابة العامة.
23. محاسبة القضاة وأعضاء النيابة العامة وتأديبهم وسماع أقوالهم ودفاعهم.
24. عزل القضاة وأعضاء النيابة وفقا للإجراءات المنصوص عليها قانونا .
25. الإذن بالتحقيق مع القاضي أو عضو النيابة العامة في غير حالة التلبس وبالقبض عليه وحبسه احتياطيا والإذن برفع الدعوى الجزائية على القضاة وأعضاء النيابة العامة وتعيين المحكمة المختصة التي تتولى محاكمتهم.
26. النظر في الطلبات التي تقدم من القضاة وأعضاء النيابة العامة والفصل فيها.
27. تلقي اعتراضات القضاة وأعضاء النيابة العامة على التنبيهات التي تصدر إليهم وإجراء ما يراه لازما من أوجه التحقيق وتأييد التنبيه أو إلغائه.
28. تلقي تظلمات القضاة وأعضاء النيابة العامة بشأن درجة الكفاءة والفصل فيها.
29. إقرار النظم الخاصة بأعضاء السلطة القضائية المتعلقة بالرعاية الصحية أو الاجتماعية أو ببدلات السفر أو بوسائل المواصلات أو بأي مزايا أخرى عينية أو نقدية.
30. إقرار قبول المعونات المقدمة للسلطة القضائية من الدول أو المنظمات الدولية وإقرار أنظمة الاستفادة منها والإشراف على تنفيذها وذلك وفقا للتشريعات النافذة.
31. تشكيل الوحدة الفنية المنصوص عليها في قانون الوظائف والأجور والمرتبات الخاصة بالعاملين في السلطة القضائية والإشراف عليها وإصدار التعليمات اللازمة لعملها.
32. النظر في تقارير الرقابة والتفتيش على الأداء المالي والإداري لهيئات وأجهزة السلطة القضائية واتخاذ ما يلزم بشأنها.
33. أية مسائل أخرى يختص بهاو وفقا للقانون.

## وصلات خارجية
- الصفحة الرسمية للمجلس.